# Thauria merguia
Thauria merguia är en fjärilsart som beskrevs av Robert Christopher Tytler 1939. Thauria merguia ingår i släktet Thauria och familjen praktfjärilar. Inga underarter finns listade i Catalogue of Life.